# Skotfoss Bruks jernbane
| Lokomotive "Kasse" (vor 1894)                                                                           |                     |                   |                   |
| Ehemalige Trasse                                                                                        |                     |                   |                   |
| Spurweite:                                                                                              | 750 mm (Schmalspur) |                   |                   |
| Stromsystem:                                                                                            | 400 =               |                   |                   |
| Minimaler Radius:                                                                                       | 20 m                |                   |                   |
| |                     |                   |                   |
| \| \| 0,00 \| Skotfoss Brug \| Skotfoss Brug \| \| \| 1,50 \| Ladeplatz Røråsen \| Ladeplatz Røråsen \| |                     |                   |                   |
| Betriebs-/Güterbahnhof Streckenanfang                                                                   | 0,00                | Skotfoss Brug     | Skotfoss Brug     |
| Betriebs-/Güterbahnhof Streckenende                                                                     | 1,50                | Ladeplatz Røråsen | Ladeplatz Røråsen |

Skotfoss Bruks jernbane war eine norwegische Werksbahn. Sie wurde 1892 eröffnet und war die erste elektrisch betriebene Bahnstrecke in Skandinavien. Sie diente dem Güterverkehr der Papierfabrik Skotfoss Bruk im Stadtteil Skotfoss der Hauptstadt Skien des Fylke Telemark in Norwegen.

## Geschichte und Technik
Die Strecke war 1,5 km lang, hatte eine Spurweite von 750 mm und wurde mit 400 V Gleichspannung betrieben. Sie führte von Skotfoss Bruk zum Verladeplatz auf der Ostseite des Røråsen am Meierelva, einem Teilabschnitt des Telemarkskanals. Dort waren zwei elektrische Kräne für den Umschlag von Gütern von den Eisenbahnwagen auf die Schiffe vorhanden.
Die Pläne für die notwendige elektrische Ausrüstung wurden von Schuckert & Co. in Nürnberg ausgeführt. Die Strecke führte vom Ladeplatz am Kai mit einem Gefälle von 1:100 im Wesentlichen durch Felseinschnitte zur Fabrik, wo verschiedene Abstellgleise vorhanden waren. Es wurden Schienen mit einem Metergewicht von 9 kg verwendet. Wegen der schwierigen  Trassierung betrug der Kurvenradius teilweise nur 20 Meter.
Das Kraftwerk für die Stromerzeugung befand sich im Werksgelände und hatte einen Stromerzeuger für die Bahnstrecke und die Kräne sowie zwei „elektrische Beleuchtungsmaschinen für insgesamt 1.000 Glühlampen mit 16 N.“. Schuckert lieferte dazu einen Generator des Typs A 30 mit einer Nenndrehzahl von 520/min, der bei 400 Volt 96 Ampere zur Verfügung stellte. Er nahm eine Antriebsleistung von 59 PS (43 kW) auf. Eine Turbine mit 200 PS betrieb eine Pumpe sowie die gesamte mechanische Werkstatt. In der Werkstatt war eine gemeinsame Welle vorhanden, auf die die Kraft über Riemen übertragen wurde. Jeder Generator hatte eine Reibungskupplung.
Die Fahrleitung lag über der Gleismitte. Sie wurde von eisernen Auslegern mit Isolatoren gehalten, die an Pfosten entlang der Strecke befestigt waren. Auf Porzellanisolatoren wurde zudem die Versorgungsleitung für die Kräne am Hafen an den Pfosten geführt. Die Leitungen bestanden aus blanken Kupferdrähten mit 4 bis 5 mm Durchmesser.
Transportiert wurden Papierrollen zum Kai sowie Zellulose und Rohstoffe zur Fabrik.
Mit der Zeit übernahmen Lastwagen die Transporte zur Ladestelle am Hafen. Die Eisenbahn verlor an Bedeutung und nach 1960 wurde der Zugbetrieb stark eingeschränkt. Im Herbst 1966 wurde der Verkehr vollständig eingestellt. Im folgenden Jahr wurden Lokomotiven, ein Großteil der Wagen sowie die Schienen als Schrott verkauft.
Die Bahntrasse wird seither als Fußweg genutzt. Einige der früher eingesetzten Wagen stehen außerhalb des Werksgeländes als Denkmal.

## Fahrzeuge
Um zu testen, ob ein elektrischer Betrieb vorteilhaft wäre, wurde eine Elektrolokomotive bestellt. Wegen ihres Aussehens wurde diese Lokomotive „Kassa“ genannt. Ihre Höchstgeschwindigkeit betrug 7,5 km/h. Sie wurde 1892 bei Arthur Koppel in Berlin gebaut.
Diese Lokomotive war mit einem Schuckert-Elektromotor Z.F.6 ausgerüstet, der bei 680/min. und einem Stromverbrauch von 7000 Watt 8 PS entwickelte. Der Motor war am Wagenboden befestigt und übertrug seine Kraft über einen Schneckenantrieb auf eine Zwischenwelle, die wiederum mit Ketten die Achsen antrieb. Die Lokomotive hatte eine elektrische Bremse sowie eine Handbremse, eine Signalglocke sowie Innen- und Außenbeleuchtung mit Reflektor.
Die maximale Fahrgeschwindigkeit der Lokomotive betrug 126 m/min (7,5 km/h) bei einer Zugkraft von 162 kg. In der Steigung von 1:100 konnten fünf Güterwagen mit einem Eigengewicht von 300 kg und einer Beladung von 1000 kg befördert werden, somit ein Gesamtzuggewicht von 6500 kg. Die Tagesleistung der Eisenbahn wurde auf 80.000 kg bei einer 10-Stunden-Schicht festgesetzt.
1905 erhielt die Strecke ihre zweite Lokomotive. Sie wurde „Jernhesten“ (frei übersetzt: eisernes Pferd) genannt. Diese wurde bei AEG in Berlin gebaut und war mit der abgerundeten Motorhaube und der hinteren Kabine „schlanker“ als die erste. 1911 wurde eine dritte Lokomotive bestellt und die letzte Lokomotive kam 1936 in Betrieb.
| Nummer | Name       | Bauart     | Achsfolge | Hersteller            | Fabr.-Nr./ Baujahr | Besonderes                                             |
| ------ | ---------- | ---------- | --------- | --------------------- | ------------------ | ------------------------------------------------------ |
| 1      | Kassa      | Elektrolok | B         | Arthur Koppel, Berlin | 1892               | 1967 nach Einstellung der Strecke als Schrott verkauft |
| 2      | Jernhesten | Elektrolok | B         | AEG, Berlin           | 1905               | 1967 nach Einstellung der Strecke als Schrott verkauft |
| 3      |            | Elektrolok |           |                       | 1911               | 1967 nach Einstellung der Strecke als Schrott verkauft |
| 4      |            | Elektrolok |           |                       | 1936               | 1967 nach Einstellung der Strecke als Schrott verkauft |

Die Güterwagen für Zellstoff und Papier waren Flachwagen. Für den Kohletransport wurden Seitenkipper aus Eisen bei Koppel in Berlin gekauft.